# Tesoro de Príamo

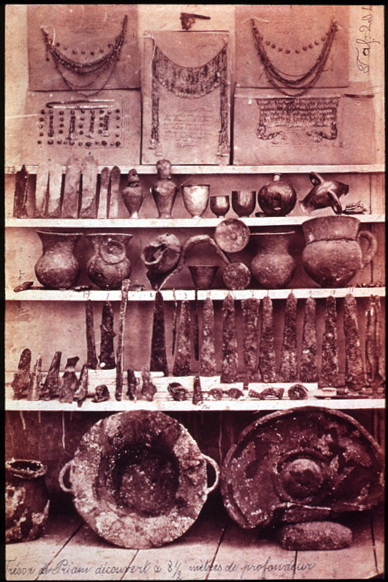
Foto del Tesoro de Príamo tomada probablemente antes de 1880.

El Tesoro de Príamo está constituido por numerosos objetos de metales preciosos que el arqueólogo Heinrich Schliemann afirmó haber encontrado el 31 de mayo de 1873 a una profundidad de 8 metros y medio en el sitio de la antigua Troya. Desde 1945 este conjunto se conserva en el Museo Pushkin de Moscú.
El hallazgo se conoce científicamente como Tesoro A y Schliemann atribuyó las piezas halladas al rey Príamo de Troya. Hoy se piensa que esta atribución fue el resultado del entusiasmo de Schliemann por encontrar los sitios y objetos mencionados por Homero. En la época, el análisis estratigráfico de Troya aún no había cristalizado, y fue hecho posteriormente por el arqueólogo Carl William Blegen. La capa en la que el tesoro de Príamo fue supuestamente encontrado fue la de Troya II, mientras que Príamo, según la tradición, habría sido habitante de Troya VI o VII-a, que fueron ocupadas cientos de años después.

## Contexto
Con el ascenso de la moderna historia crítica, Troya y la Guerra de Troya fueron consignadas en las esferas de la leyenda. Entre 1871 y 1890 Schliemann excavó una colina llamada Hissarlik en el Imperio otomano, cerca del pueblo de Chanak (Çanakkale) en el noreste de Anatolia. Aquí descubrió las ruinas de una serie de ciudades antiguas, que databan desde la Edad del Bronce al periodo romano. Schliemann declaró que una de estas ciudades - en un principio Troya I, y después Troya II - era la Troya cantada por Homero, y esta identificación fue ampliamente aceptada en la época.
En lo concerniente a los hallazgos del 31 de mayo de 1873, Schliemann informó:
"Al profundizar en la excavación de este muro, directamente por el lado del palacio del rey Príamo, encontré un gran objeto de cobre grande, con una forma extraordinaria, que atrajo mi atención, sobre todo porque vi oro detrás de él...Para retirar los tesoros de la codicia de mis trabajadores, y salvarlo para la arqueología... Declaré inmediatamente un «paidos» (descanso para almorzar)... Mientras los hombres estaban comiendo y descansando, extraje el tesoro con un gran cuchillo... No habría podido, sin embargo, retirar el tesoro sin la ayuda de mi querida esposa, quien envolvió en su chal los objetos que yo había separado y se los llevó de allí".
Sin embargo, posteriormente se ha demostrado que Sophia Engastromenos, la esposa de Schliemann, estaba en Atenas en el momento del descubrimiento.

## El tesoro

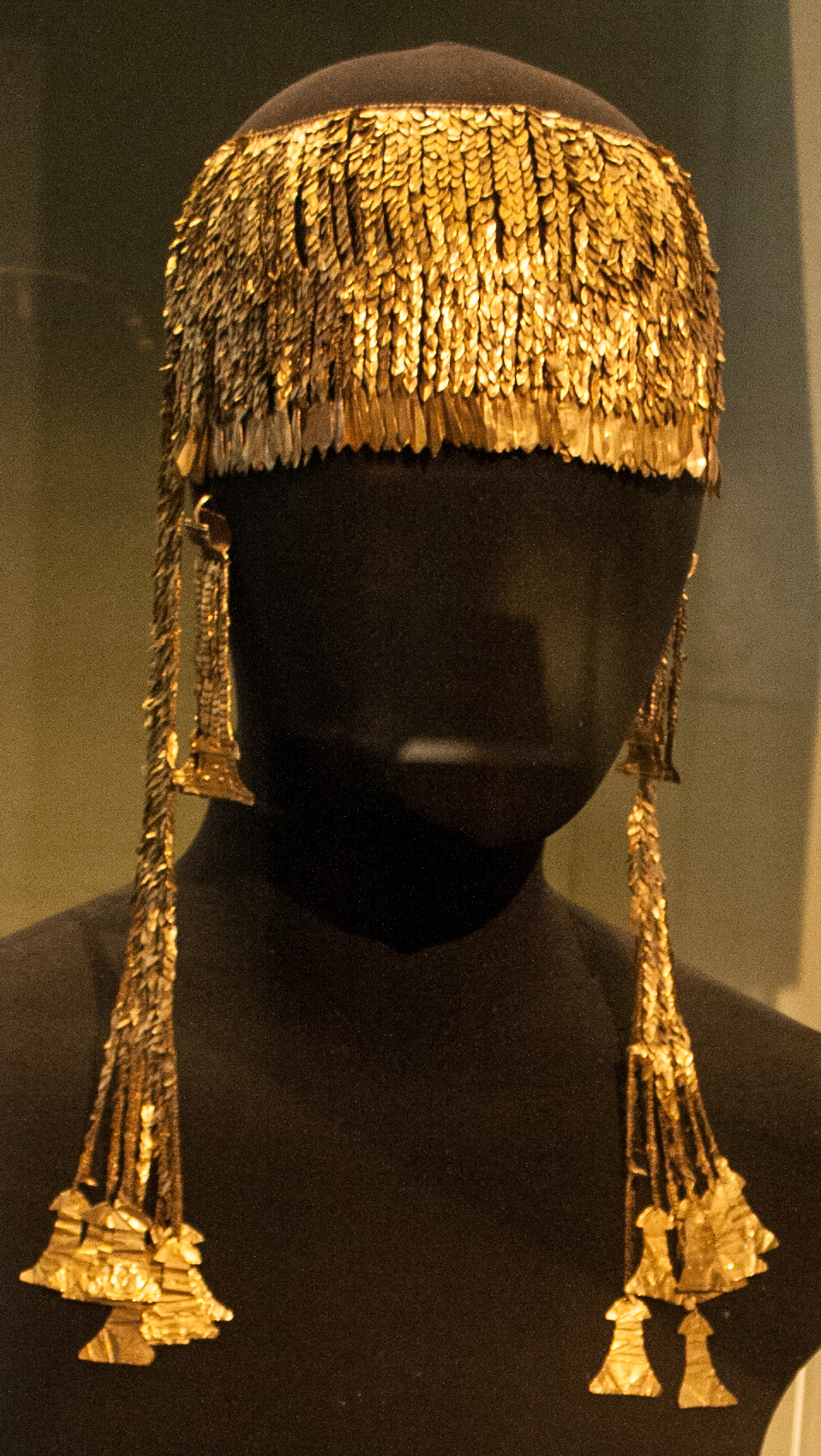
Una de las diademas con colgantes de oro del tesoro de Príamo, Museo Pushkin.

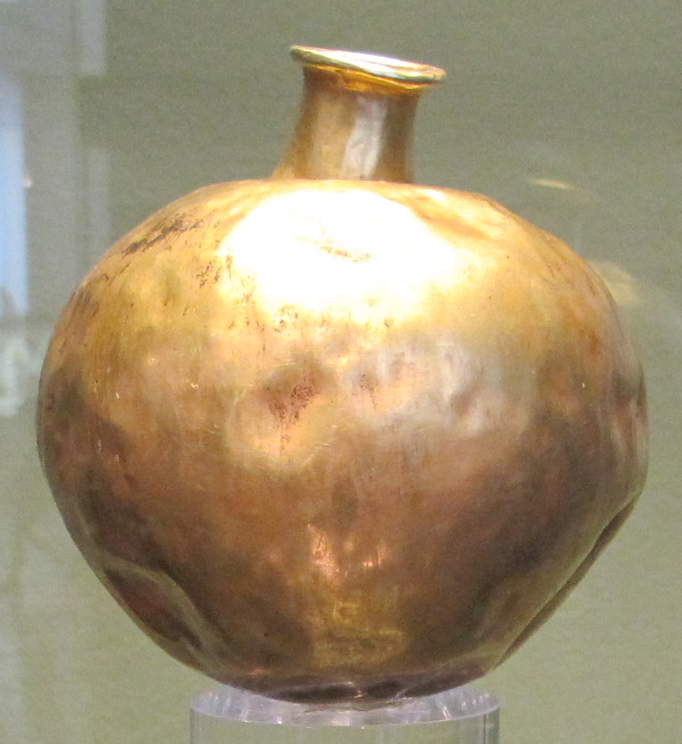
Botella de oro del tesoro de Príamo, Museo Pushkin.

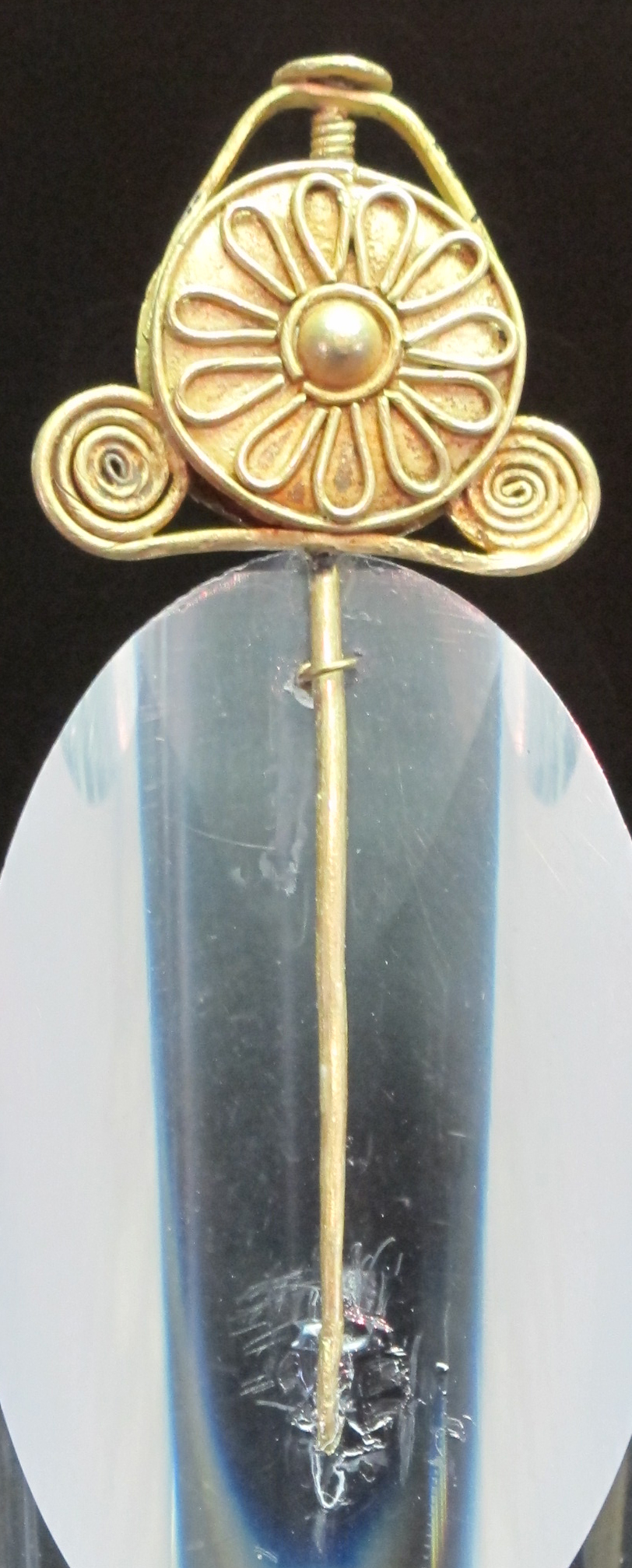
Broche del «tesoro O», Museo Pushkin.

La lista (no exhaustiva) del catálogo del tesoro es aproximadamente la que sigue:
- Un escudo de bronce.
- Un disco grande,[1] provisto de un ónfalos[2] y de un largo mango aplanado terminado en una serie de discos pequeños.
- Un caldero de cobre con asas.
- Un artefacto de cobre desconocido, quizás el cerrojo de un arcón.
- Una jarra grande de plata que contenía dos diademas de oro. (las "Joyas de Helena"),[3] 8.750 anillos de oro, botones y otros objetos pequeños (collares y pendientes), seis brazaletes de oro, dos copas de oro.
- Un vaso de cobre.
- Una botella de oro labrado.
- Dos copas, una de oro labrado, y la otra de oro fundido.
- Varias copas de terracota.
- Una copa de electrum (mezcla de oro y plata).
- Seis hojas de cuchillo de plata forjada (que Schliemann usó después como dinero).
- Tres vasos de plata con partes soldadas de cobre.
- Más copas y vasos de plata.
- Trece puntas de lanza, de cobre.
- Catorce hachas de cobre.
- Siete dagas de cobre.
- Otros artefactos de cobre con la llave de un arcón.

Todos los objetos fueron organizados por conjuntos en 1902 y se nombraron con diferentes letras, de la A a la R.
El «tesoro A», que es el que se conoce aún como Tesoro de Príamo, se encontró en un nivel de cenizas perteneciente al estrato de Troya II (2600-2300 a. C.) pero es posible que algunas de sus piezas pertenezcan al estrato de Troya III. Recientemente se ha datado entre los años 2670 y 2570 a. C., mediante el uso del radiocarbono sobre la puerta de madera en cuyo interior fue hallado.

## Destinos posteriores del tesoro
Tras el descubrimiento del tesoro, Schliemann lo hizo trasladar a Grecia sin informar sobre ello a las autoridades turcas. Pero, una vez en Atenas, Turquía reclamó el tesoro y el caso fue llevado a los tribunales griegos, que en 1874 emitieron el veredicto de que Schliemann debía pagar diez mil francos de oro al museo de Constantinopla, pero se le permitía conservar el tesoro. Schliemann pagó no solo los diez mil, sino cuarenta mil francos de oro más y cedió la posesión de algunas piezas halladas en Troya al museo de Constantinopla.
Tras ello, Schliemann prometió que legaría el tesoro a Grecia a cambio de poseer, mientras viviera, todos los hallazgos de todos los lugares donde consiguiera el permiso de realizar excavaciones, pero las autoridades griegas rechazaron la propuesta.
En 1879, convencido por Rudolf Virchow, Schliemann decidió donar el tesoro a Alemania, donde llegó al museo de Artes y Oficios de Berlín hasta que pasaron al nuevo museo de Etnología.
Durante la toma de Berlín por el ejército soviético a finales de la Segunda Guerra Mundial; el tesoro de Príamo desapareció. Algunos creyeron que el oro había sido fundido o que se había perdido para siempre, pero fue conservado aunque su paradero era desconocido, hasta que en 1993 se confirmó que se hallaba en el Museo Pushkin de Moscú, a donde se había llevado en 1945 como botín de guerra.

## Autenticidad del tesoro
A causa de algunas contradicciones en las indicaciones realizadas por Schliemann sobre las circunstancias del descubrimiento del tesoro, se ha puesto en duda a veces su autenticidad. 
Sin embargo, el tesoro fue fotografiado sin limpiar poco después del descubrimiento, y el arqueólogo Manfred Korfmann realizó un estudio acerca del lugar de las ruinas donde fue hallado. Actualmente la autenticidad del tesoro no ofrece dudas entre la mayoría de los eruditos.